# Slovenské Ďarmoty
Slovenské Ďarmoty (německy Slowakisch Jahrmarkt, maďarsky Tótgyarmat) jsou obec na Slovensku v okrese Velký Krtíš. Do roku 1920 a v letech 1938 až 1945 byly součástí  města Balassagyarmat (slovensky Balážske Ďarmoty). Žije zde 500 obyvatel.

## Historie
Obec Slovenské Ďarmoty vznikla v roce 1919, po vzniku první republiky, vyčleněním části Újtelep z Balašských Ďarmot. Jižní hranici Slovenských Ďarmot tvoří řeka Ipeľ. První obyvatelé obce, známé převážně vinařskou činností, odkupovali vinice, v nichž bydleli, od Maďarů. Z tohoto důvodu byli obyvatelé přezdíváni pincések. Po osamostatnění si obec ponechala název Ďarmoty a doplnila jej o pojmenování Slovenské.
Dějiny obce jsou úzce spjaty s dějinami sousedního města Ďarmoty, které bývalo župním sídlem Novohradské župy. Samotná obec Slovenské Ďarmoty vznikla v letech 1919–1920, spolu se vznikem první republiky.
Pravěké dějiny zanechaly v okolí bohatá naleziště. Okolí obce bylo obydlené už v době neolitu. Během archeologických výzkumů zde identifikovali odborníci nálezy volutové kultury. Strategická poloha na rozhraní kopců a nížiny, předurčila vývoj i v dalších etapách historie obce. V neolitu údolí Iplu obývali lidé, kteří jsou zařazováni do lengyelské kultury. V době bronzové v Novohradsku rozkvetla kultura pilinská a na ni navazující kyjatická kultura.
Brod přes řeku Ipeľ a přes něj vedoucí obchodní cesty, předurčily významnou roli obce i v době halštatské, laténské a římské. Během stěhování národů, koncem 9. a začátkem 10. století našeho letopočtu, se zde usadily maďarské kmeny s názvem Gyarmati, Kurt, Keszi a Kér. Tato jména se zachovala v názvech některých obcí. Vývoj městské části nynějších Slovenských Ďarmot během středověku až po novodobé dějiny charakterizovalo zemědělství, zejména vinohradnictví. V městské části se nacházely vinné sklepy občanů Balašských Ďarmot (Balassagyarmat).
Slovenské Ďarmoty byly do roku 1919–1920 součástí města Ďarmoty a až po uzavření Trianonské mírové smlouvy vznikla z části Balašských Ďarmot samostatná pohraniční obec Slovenské Ďarmoty. Nadmořská výška obce, ležící na pravém břehu Iplu, (142 m nad mořem uprostřed obce a 138–265 m nad mořem v katastru) určuje zemědělský a vinařský charakter. Ráz obce, nabytý během samostatných dějin, se zachoval do dnešních dnů. Z novodobé historie je možné připomenout stávky zemědělských dělníků z let 1921 a 1929.
Během let 1938–1944 byla obec připojena k Maďarsku. Po osvobození zde byl znovu zřízen hraniční přechod do Maďarska. V roce 1949 bylo založeno jednotné zemědělské družstvo, které bylo v roce 1964 zestátněno.

## Partnerské obce
- Balassagyarmat, město v Maďarsku
- Casavatore, obec v Itálii
- Érsekvadkert, obec v Maďarsku
- Golianovo, obec na Slovensku
- Heimenkirch, obec v Německu
- Iliny, obec v Maďarsku
- Karácsond, obec v Maďarsku
- Nógrádmarcal, obec v Maďarsku
- Patvarc, obec v Maďarsku
- Rucăr, obec v Rumunsku
- San Nicola la Strada, obec v Itálii[2]